# Головаста акула Кука
Головаста акула Кука (Cephaloscyllium cooki) — акула з роду Cephaloscyllium родини Котячі акули. Отримала назву на честь вченого — дослідника акул Сида Кука.

## Опис
Загальна довжина досягає 29,5 см. Голова коротка, широка, дещо сплощена зверху. Морда коротка, закруглена. очі помірно великі, овальні, горизонтальної форми, з мигальною перетинкою. Зіниці щілиноподібні. Ніздрі широкі, до 3,4% довжини тіла. Носові клапани короткі, розташовані з боків ніздрів. Губні складки відсутні. Рот довгий. На кожній щелепі розташовано 48-62 зубів. Зуби з 3 верхівками, х яких центральна найвища, бокові — маленькі. Зуби верхньої щелепи помітні при закритій пащі. У неї 5 пар зябрових щілин. Тулуб щільний, становить 10,5-12,2% довжини. Луска розкидано рідко по шкірі. Грудні плавці відносно невеликі, з гострими кінчиками. Має 2 спинних плавця з округлими кінчиками. Передній більше та вище за задній. Черевні плавці маленькі, з гострими верхівками. У самців на черевних плавцях розташовані дуже довгі статеві органи (птеригоподії). Анальний плавець за формою схожий на задній спинний плавець, але трохи більше за нього. Хвостовий плавець довгий, нижня лопать доволі розвинена. На кінчику верхньої лопаті присутні характерний виріз-«вимпел».
Забарвлення спини сіро-коричневе з 8 слабко контрастними темними сідлоподібними плямами, які охоплюють спину і частину боків. Темна пляма охоплює обидва ока. У хвостовій частині присутні 2 плями. На тілі й плавцях також присутні дрібні крапочки. Черево має сірий колір.

## Спосіб життя
Тримається на глибині 220–300 м. Воліє до підводної рослинності, кам'янистого, змішаного ґрунту. Задля захисту від ворогів здатна надуватися, ковтаючи воду або повітря, після чого розміщується у розщелинах (звідси їх нелегко витягнути). Доволі малоактивна й повільна акула. Живиться ракоподібними, молюсками, молоддю акул, скатів і костистих риб.
Це яйцекладна акула. Самиця відкладає 2 яйця, формою нагадує пляшку з вусиками, якими чіпляється за ґрунт.

## Розповсюдження
Мешкає в Арафурському морі — від Північної Території (Австралія) до о. Танімбар (Індонезія).